# Temporada 2014-2015 de la UE Figueres
La tercera temporada consecutiva a Tercera Divisió de la nova etapa de la Unió Esportiva Figueres va arrencar el 21 de juliol de 2014, amb l'inici de la pretemporada. La presentació oficial a l'estadi de Vilatenim va tenir lloc el 10 d'agost en la 2a ronda de la Copa Catalunya contra la UE Llagostera de Segona Divisió A (que es va presentar amb el seu filial), davant d'uns 400 espectadors, amb el resultat d'empat a 1 gols. El Figueres va guanyar a la tanda de penals. A la següent ronda, però, quedà eliminat pel Cerdanyola del Vallès FC.
L'equip, que havia renovat gran part de la plantilla, amb baixes sensibles però amb fitxatges notables, va fer començar la lliga de manera preocupant, fins al punt que a la jornada 8, a meitat octubre, l'equip era penúltim. El club va decidir destituir el tècnic Francesc Cargol i va apostar per Eduardo Vílchez. Amb el nou entrenador, la situació de l'equip va millorar, estant diverses jornades en la zona noble de la classificació. Però no va ser fins a l'últim sospir de l'última jornada al camp del CF Pobla de Mafumet que va aconseguir el 4t lloc, posició que li permetia disputar la promoció s'ascens a Segona Divisió B.
A l'anada de la 1a ronda de la fase d'ascens a Segona Divisió B a Vilatenim (amb la millor entrada de la temporada, amb gairebé 2.000 espectadors), el Figueres guanyà el CD Numancia B per 2 gols a 1. Però a la tornada, a Sòria, el 30 de maig, quedà eliminat en perdre per 1 gol a 0 amb la regla dels gols en camp contrari. El Figueres continuaria una temporada més a Tercera Divisió.

## Fets destacats
2014
- 10 d'agost: presentació oficial de l'equip a Vilatenim en partit de Copa Catalunya contra la UE Llagostera de la Segona Divisió (que es va presentar amb el seu filial), amb el resultat d'empat a 1 gols, però amb victòria del Figueres a la tanda de penals.[1]
- 17 d'agost: el Figueres cau derrotat a la tanda de penals contra el Cerdanyola del Vallès FC a la 3a ronda de la Copa Catalunya.[2]
- 24 d'agost: primera jornada de lliga, en la qual el Figueres cau derrotat a domicili contra la UE Rubí per 3 gols a 0.[8]
- 15 d'octubre: Francesc Cargol és destituït[3] a la jornada 8 del campionat de lliga, amb el Figueres en penúltima posició, i el substitueix en el càrrec Eduardo Vílchez.[4][9]

2015
- 17 de maig: última jornada de lliga, en la qual el Figueres derrota per 1 gols a 2 el CF Pobla de Mafumet a domicili, i es classifica en 4t lloc, posició que li permet disputar la fase d'ascens a la Segona Divisió B.[6]
- 30 de maig: el Figueres cau derrotat a Sòria pel CD Numancia B en la segona volta de la 1a ronda de la fase d'ascens a Segona Divisió B.[7]

## Plantilla
| Núm. | Pos. |           | Jugador                                  | Procedència       | Temporada |
| ---- | ---- | --------- | ---------------------------------------- | ----------------- | --------- |
|      | POR  | Catalunya | Joan Ureña Bartrina (Ureña)              | UE Llagostera     | 2010-2011 |
|      | POR  | Catalunya | Albert Reig Ricart (Reig)                | UE Quart          | 2011-2012 |
|      | DEF  | Catalunya | Sergio Murga Morejón (Murga)             | UD Cassà          | 2010-2011 |
|      | DEF  | Catalunya | Narcís Barrera Vilert (Barrera)          | CF Peralada       | 2012-2013 |
|      | DEF  | Catalunya | David Busquets Sala (Busquets)           | AEC Manlleu       | 2012-2013 |
|      | DEF  | Catalunya | Narcís Pèlach Nadal (Pèlach)             | Palamós CF        | 2014-2015 |
|      | DEF  | Catalunya | Ramon Masó Vallmajó (Masó)               | AEC Manlleu       | 2014-2015 |
|      | DEF  | Catalunya | Joan Pujol Farrés (Pujol)                | juvenil           | 2014-2015 |
|      | DEF  | Catalunya | Joaquim Rodríguez Vicens (Rodríguez)     | CE Farners        | 2014-2015 |
|      | DEF  | Catalunya | Antoni Cunill Pérez (Cunill)             | Palamós CF        | 2014-2015 |
|      | MIG  | Catalunya | Pedro del Campo González (del Campo)     | Girona FC juvenil | 2010-2011 |
|      | MIG  | Catalunya | Albert Moñino Turró (Moñino)             | Reial Saragossa B | 2010-2011 |
|      | MIG  | Catalunya | Ferran Grau Suñé (Grau)                  | UE Olot           | 2011-2012 |
|      | MIG  | Catalunya | Ricard Mercader Frigola (Mercader)       | Palamós CF        | 2014-2015 |
|      | MIG  | Catalunya | Guillem Pérez Serra (Pérez)              | juvenil           | 2014-2015 |
|      | MIG  | Catalunya | Roger Vidal Corominas (Vidal)            | UE Olot           | 2014-2015 |
|      | MIG  | Catalunya | Mahamadou Jabbie Bagaba (Jabbie)         | UE La Jonquera    | 2014-2015 |
|      | MIG  | Catalunya | Marc Serramitja Taberner (Serramitja)    | Kristiansund BK   | 2014-2015 |
|      | DAV  | Catalunya | Marc Bonaventura Vallmajor (Bonaventura) | CD Banyoles       | 2013-2014 |
|      | DAV  | Catalunya | Pol Compte Rosell (Compte)               | CF Peralada       | 2011-2012 |
|      | DAV  | Catalunya | Àlex Arimany Flores (Arimany)            | CF Peralada       | 2013-2014 |
|      | DAV  | Catalunya | Javier Revert Peris (Revert)             | Palamós CF        | 2014-2015 |
|      | DAV  | Catalunya | Henry Edgar Gilham Gracia (Gilham)       | juvenil           | 2014-2015 |

Llegenda:  ·   Capità  ·   Juvenil  ·   Lesionat  ·   Altes  ·   Passaport europeu  ·   Extracomunitari  ·   Extracomunitari sense restricció
Altres jugadors utilitzats a la pretemporada i a la lliga: Roger Brugué Ayguadé (juvenil, també va disputar minuts amb el primer equip a Tercera divisió), Ernest Carreras Bou (juvenil), Pau Coromina Pujolàs (juvenil), David Costa Rodríguez (juvenil, també va disputar minuts amb el primer equip a Tercera divisió), Gerard Fageda Soler (juvenil, va disputar minuts amb el primer equip a Tercera divisió), Alejandro Herrera Balastegui (juvenil, va disputar minuts amb el primer equip a Tercera divisió), Jordi Resta Martí (juvenil), Pol Valentín Sancho (juvenil, va disputar minuts amb el primer equip a Tercera divisió), Eric Valero Martínez (juvenil)
| Baixes                       | Destinació            |
| Marc Teixidor Cristià        | UE La Jonquera        |
| Albert Argelés Collell       | UE Olot               |
| Borja García Martínez        | CF Peralada           |
| Jairo Jiménez Torrico        | CF Peralada (cedit)   |
| Alberto Jiménez Santiago     | FC Sant Pere Pescador |
| Bernat Puig Valls            | FC Vilafranca         |
| Marc Fageda Soler            | UE La Jonquera        |
| Adrià Serra Casulleras       | FC L'Escala           |
| Iván Cristino Gordillo       | FC Ascó               |
| Guillem Cornellà Manciñeiras | CF Peralada           |
| André Mabil Abeijón          | UE La Jonquera        |
| Lluís Micaló Massach         | SE Formentera         |

## Resultats
| Amistosos |

| 30 juliol 2014 | FC Barcelona B         | 2 – 0                       | UE Figueres | Sant Joan Despí                                                                                  |  |
| 19:00          | Dongou 18' · Costa 48' | Mundo Deportivo UE Figueres |             | Ciutat Esportiva Joan Gamper · Carlos Montoro Morcillo · Carlos Cabrera Vidal · Adrián Samames · |  |

| 7 agost 2017                               | UE Olot                         | 2 – 2 (pp.)                 | UE Figueres                                 | Banyoles                                                                                                  |                                             |
| 22:00 XLV Torneig de l'Estany (semifinals) | Casanovas 2' · Jordà 17'        | Mundo Deportivo UE Figueres | 42' Brugué · 82' Pèlach                     | Nou Municipal de Banyoles · 500 espectadors · Sergi Rigau Garcia · Oriol Jarid · Samuel Hernández Ramos · |                                             |
|                                            |                                 | Tanda de penals             |                                             | |                                             |
| Teixidor · Uceda · Tià · Juanjo            | Teixidor · Uceda · Tià · Juanjo | 2 – 4                       | del Campo · Pèlach · Brugué · Gilham · Masó | del Campo · Pèlach · Brugué · Gilham · Masó                                                               | del Campo · Pèlach · Brugué · Gilham · Masó |

| 10 agost 2014                         | Girona FC B | 0 – 0 (pp.)                 | UE Figueres | Banyoles |  |
| 21:00 XLV Torneig de l'Estany (final) |             | Mundo Deportivo UE Figueres |             | Nou Municipal de Banyoles · 500 espectadors · Israel Garcia Membrive · Jordi Fullà Planas · Adrian González-Carrato Soriano · |  |
|                                       |             | Tanda de penals             |             | |  |
|                                       |             | 4 – 2                       |             | |  |

| 15 agost 2014 | AE Roses B    | 1 – 0                       | UE Figueres | Roses                                                                                                   |  |
| 20:30         | Caballero 37' | Mundo Deportivo UE Figueres |             | Municipal Mas Oliva · 100 espectadors · Marc Claparols Fabri · César Romero Mota · Sergi Font Portell · |  |

| Copa Catalunya |

| 3 agost 2014   | CF Peralada | 0 – 2                       | UE Figueres                  | Peralada |  |
| 20:30 1a ronda |             | Mundo Deportivo UE Figueres | 7' (p.) Masó · 18' del Campo | Municipal de Peralada · 300 espectadors · Carlos Calderiña Pavón · Víctor Orgaz Serran · Salvador Tomás López · |  |

| 10 agost 2014                       | UE Figueres                         | 1 – 1 (pp.)                 | UE Llagostera                   | Figueres |                                 |
| 20:00 2a ronda                      | Mercader 78' (p.)                   | Mundo Deportivo UE Figueres | 70' (p.) Costa                  | Municipal de Vilatenim · 400 espectadors · Daniel López Morente · Sergi Font Portell · Enric Ponsatí Clavaguera · |                                 |
|                                     |                                     | Tanda de penals             |                                 | |                                 |
| Mercader · Barrera · Murga · Gilham | Mercader · Barrera · Murga · Gilham | 4 – 2                       | Koné · Iglesias · Espuña · Cruz | Koné · Iglesias · Espuña · Cruz                                                                                   | Koné · Iglesias · Espuña · Cruz |

| 17 agost 2014                                  | UE Figueres                                    | 0 – 0 (pp.)                 | Cerdanyola del Vallès FC                         | Figueres |                                                  |
| 20:00 3a ronda                                 |                                                | Mundo Deportivo UE Figueres |                                                  | Municipal de Vilatenim · 400 espectadors · David Garcia Rosel · Ibrahim El Abdi Zahnini · Jordi Fullà Planas · |                                                  |
|                                                |                                                | Tanda de penals             |                                                  | |                                                  |
| Barrera · Pèlach · Murga · Gilham · Serramitja | Barrera · Pèlach · Murga · Gilham · Serramitja | 4 – 5                       | Cortés · Fuentes · Rodríguez · Cuadras · Infante | Cortés · Fuentes · Rodríguez · Cuadras · Infante                                                               | Cortés · Fuentes · Rodríguez · Cuadras · Infante |

| Tercera Divisió-Grup 5 |

| 24 agost 2014   | UE Rubí                           | 3 – 0                       | UE Figueres | Rubí |  |
| 18:45 Jornada 1 | Garrós 20' · López 84' · Vila 89' | Mundo Deportivo UE Figueres |             | Estadi Municipal Can Rosés · 250 espectadors · Carlos Rodríguez Enrique · Marcos Fernández Quintero · Bernat Pedrol Vozmediano · |  |

| 30 agost 2014   | UE Figueres | 0 – 1                       | CE Europa  | Figueres |  |
| 19.00 Jornada 2 |             | Mundo Deportivo UE Figueres | 2' Sánchez | Municipal de Vilatenim · 450 espectadors · Óscar Sánchez Arias · Sergio Álvarez Ubric · Enric Casanovas Donadeu · |  |

| 7 setembre 2014 | CF Peralada     | 1 – 0                       | UE Figueres | Peralada |  |
| 17:00 Jornada 3 | Feixas 47' (p.) | Mundo Deportivo UE Figueres |             | Municipal de Peralada · 800 espectadors · David Congost Larrosa · Pablo de la Iglesia Muñoz · Marc Padrós Baciero · |  |

| 10 setembre 2014 | UE Figueres                        | 3 – 0                       | CF Muntanyesa | Figueres |  |
| 20.30 Jornada 4  | Serramitja 10' 68' · del Campo 65' | Mundo Deportivo UE Figueres |               | Municipal de Vilatenim · 300 espectadors · Rubén Mancera Antón · Miguel Enríquez Expósito · Sergi Jacas Puig · |  |

| 14 setembre 2014 | FC Ascó                     | 2 – 0                       | UE Figueres | Ascó |  |
| 18:30 Jornada 5  | Virgili 59' · Soldevila 60' | Mundo Deportivo UE Figueres |             | Municipal d'Ascó · 200 espectadors · Israel Gómez Hernández · Àxel Marcelino Garcia · Arnau Capdevila Espitia · |  |

| 5 octubre 2014  | UE Figueres | 1 – 1                       | Cerdanyola del Vallès FC | Figueres |  |
| 16.30 Jornada 6 | Revert 55'  | Mundo Deportivo UE Figueres | 17' Rodríguez            | Municipal de Vilatenim · 300 espectadors · Oliver Castaño Coso · Karim Mansouri · Sergio Guijarro Álvarez · |  |

| 8 octubre 2014  | Santfeliuenc FC | 1 – 0                       | UE Figueres | Sant Feliu de Llobregat |  |
| 20:00 Jornada 7 | Maldonado 85'   | Mundo Deportivo UE Figueres |             | Nou Estadi Municipal de Les Grasses · 300 espectadors · Cristian López Carballo · Carlos Eduardo Sidoine Farfan · Sergi Jacas Puig · |  |

| 12 octubre 2014 | UE Figueres                              | 3 – 3                       | AEC Manlleu                          | Figueres |  |
| 16.30 Jornada 8 | Uroz 12' (p.p.) · Revert 35' · Vidal 43' | Mundo Deportivo UE Figueres | 70' Fortet · 78' Sala · 83' Aumatell | Municipal de Vilatenim · 400 espectadors · Israel Simon del Pino · J.M. Rodríguez Enrique · Sergio García Cobos · |  |

| 19 octubre 2014 | FC Martinenc | 0 – 0                       | UE Figueres | Barcelona |  |
| 12:00 Jornada 9 |              | Mundo Deportivo UE Figueres |             | Estadi del Guinardó · 300 espectadors · Jordi Molina Fernández · Miguel Enríquez Expósito · Carlos López Buendía · |  |

| 26 octubre 2014  | UE Figueres                       | 3 – 1                       | UE Vilassar de Mar | Figueres |  |
| 17:00 Jornada 10 | Serramitja 2' 28' · Rodríguez 73' | Mundo Deportivo UE Figueres | 12' González       | Municipal de Vilatenim · 700 espectadors · Xavier Bertomeu Garcia · Víctor Orgaz Serrán · Kilian Crespi Vázquez · |  |

| 2 novembre 2014  | Terrassa FC    | 1 – 3                       | UE Figueres                                | Terrassa |  |
| 17:00 Jornada 11 | Vilajosana 15' | Mundo Deportivo UE Figueres | 46' Revert · 48' (p.p.) Pérez · 78' Gilham | Estadi Olímpic de Terrassa · 350 espectadors · Héctor Robas Bondia · Arcadi Altemir Vidal · Adrià Valls Sánchez · |  |

| 9 novembre 2014  | UE Figueres   | 1 – 0                       | CF Gavà | Figueres |  |
| 16:30 Jornada 12 | del Campo 50' | Mundo Deportivo UE Figueres |         | Municipal de Vilatenim · 450 espectadors · Carlos Rodríguez Enrique · Ainara Acevedo Dudley · Xavier Codina Casanovas · |  |

| 16 novembre 2014 | UE Figueres | 0 – 1                       | UE Castelldefels | Figueres |  |
| 16:30 Jornada 13 |             | Mundo Deportivo UE Figueres | 48' Cano         | Municipal de Vilatenim · 400 espectadors · Brian Díaz Díaz · Alejandro Cabezas Moya · Sergio Álvarez Ubric · |  |

| 23 novembre 2014 | CD Masnou               | 2 – 1                       | UE Figueres   | El Masnou |  |
| 12:00 Jornada 14 | Prieto 20' · Martín 70' | Mundo Deportivo UE Figueres | 79' del Campo | Camp municipal d'esports · 600 espectadors · Pablo Álvarez Calderón · David Veloso Prado · Eduardo Rivera Borges · |  |

| 4 gener 2015     | UE Figueres        | 2 – 0                       | CE Sabadell FC B | Figueres |  |
| 16.30 Jornada 15 | Revert 4' (p.) 32' | Mundo Deportivo UE Figueres |                  | Municipal de Vilatenim · 350 espectadors · Gonzalo Romero Freixas · Sergio Manjón Villazala · Josep Maria Santiago Vicente · |  |

| 6 desembre 2014  | FC Vilafranca | 0 – 1                       | UE Figueres  | Vilafranca del Penedès |  |
| 16.30 Jornada 16 |               | Mundo Deportivo UE Figueres | 45' Mercader | Municipal d'Esports de Vilafranca · 150 espectadors · Josep Subirats Matamoros · Karim Mansouri · Albert Piñol Bautista · |  |

| 14 desembre 2014 | UE Figueres | 0 – 2                       | Palamós CF               | Figueres |  |
| 16.30 Jornada 17 |             | Mundo Deportivo UE Figueres | 38' Medina · 58' Arimany | Municipal de Vilatenim · 550 espectadors · Carlos Ferrero Mansilla · Carlos Pérez Amador · David Barón Ajenjo · |  |

| 21 desembre 2014 | AE Prat     | 1 – 2                       | UE Figueres             | El Prat de Llobregat |  |
| 12:00 Jornada 18 | Ricarte 71' | Mundo Deportivo UE Figueres | 18' Jabbie · 94' Cunill | Complex Esportiu Municipal Sagnier · 350 espectadors · Óscar Carballo Vázquez · Andreu Boada Hidalgo · Alejandro Álvarez Molina · |  |

| 11 gener 2015    | UE Figueres          | 1 – 1                       | CF Pobla de Mafumet | Figueres |  |
| 16:30 Jornada 19 | del Moral 28' (p.p.) | Mundo Deportivo UE Figueres | 81' López           | Municipal de Vilatenim · 450 espectadors · Pau Garcia Fuster · Micael Erlich · Alejandro Carrillo Vílchez · |  |

| 18 gener 2015    | UE Figueres                        | 3 – 2                       | UE Rubí               | Figueres |  |
| 12.00 Jornada 20 | Jabbie 4' · Vidal 59' · Revert 76' | Mundo Deportivo UE Figueres | 22' Garrós · 40' Vila | Municipal de Vilatenim · 350 espectadors · Edwar Miguel Gonzales Moreno · Marcos López Jiménez · Danil Kanateev · |  |

| 25 gener 2015    | CE Europa | 0 – 0                       | UE Figueres | Barcelona                                                                                                  |  |
| 12:00 Jornada 21 |           | Mundo Deportivo UE Figueres |             | Nou Sardenya · 600 espectadors · Rubén Mancera Antón · Adrià De la Fuente Domingo · Sergi Carrero Romera · |  |

| 1 febrer 2015    | UE Figueres               | 2 – 1                       | CF Peralada | Figueres                                                                                                   |  |
| 12:00 Jornada 22 | Mercader 32' · Cunill 87' | Mundo Deportivo UE Figueres | 10' Cruz    | Municipal de Vilatenim · 750 espectadors · David Garcia Rosel · Víctor Orgaz Serrán · Sergi Rigau Garcia · |  |

| 8 febrer 2015    | CF Muntanyesa  | 2 – 2                       | UE Figueres             | Barcelona |  |
| 12:00 Jornada 23 | Alabau 25' 27' | Mundo Deportivo UE Figueres | 60' Pèlach · 80' Revert | Camp Municipal de Nou Barris · 300 espectadors · Oliver Castaño Coso · David López Jiménez · Àlex López Kassem · |  |

| 8 abril 2015     | UE Figueres                                      | 3 – 2                       | FC Ascó                       | Figueres |  |
| 16:00 Jornada 24 | Serramitja 20' · del Campo 56' · Revert 63' (p.) | Mundo Deportivo UE Figueres | 52' Soldevila · 70' Taranilla | Municipal de Vilatenim · 400 espectadors · Vicente Alexandre Muñoz Baquero · Alejandro Cabezas Moya · Sergio Álvarez Ubric · |  |

| 22 febrer 2015   | Cerdanyola del Vallès FC | 0 – 1                       | UE Figueres   | Cerdanyola del Vallès                                                                               |  |
| 12:00 Jornada 25 |                          | Mundo Deportivo UE Figueres | 94' Rodríguez | Municipal La Bòbila · 200 espectadors · Pau Garcia Fuster · Micael Erlich · César Garcia Peñacoba · |  |

| 1 març 2015      | UE Figueres | 1 – 2                       | Santfeliuenc FC             | Figueres |  |
| 12.00 Jornada 26 | Revert 23'  | Mundo Deportivo UE Figueres | 21' (p.) Mayor · 81' Quiles | Municipal de Vilatenim · 350 espectadors · Juan Manuel Vico Moreno · Miguel Enríquez Expósito · Ainara Andrea Acevedo Dudley · |  |

| 8 març 2015      | AEC Manlleu                               | 4 – 0                       | UE Figueres | Manlleu |  |
| 16:30 Jornada 27 | Sala 20' 79' (p.) · Coll 32' · Molist 76' | Mundo Deportivo UE Figueres |             | Estadi Municipal de Manlleu · 350 espectadors · Breogan Martínez Vila · Carlos Quintas Lorenzo · Jorge Guedella González · |  |

| 15 març 2015     | UE Figueres | 1 – 2                       | FC Martinenc           | Figueres |  |
| 16.30 Jornada 28 | Revert 56'  | Mundo Deportivo UE Figueres | 53' López · 58' Bandeh | Municipal de Vilatenim · 300 espectadors · Israel Gómez Hernández · Pablo de la Iglesia Muñoz · Xavier Dalmau Montull · |  |

| 22 març 2015     | UE Vilassar de Mar | 0 – 1                       | UE Figueres | Vilassar de Mar |  |
| 12:00 Jornada 29 |                    | Mundo Deportivo UE Figueres | 28' Revert  | Estadi Municipal Xevi Ramon · 175 espectadors · Rafael Díaz Malero · Adrià De la Fuente Domingo · Miquel Camí Monsonís · |  |

| 29 març 2015     | UE Figueres | 1 – 0                       | Terrassa FC | Figueres |  |
| 16:30 Jornada 30 | Revert 79'  | Mundo Deportivo UE Figueres |             | Municipal de Vilatenim · 500 espectadors · José Ángel Fernández Morillo · Alejandro Carrillo Vílchez · Agustí Piñeyro Pecero · |  |

| 5 abril 2015     | CF Gavà | 0 – 2                       | UE Figueres   | Gavà |  |
| 12:00 Jornada 31 |         | Mundo Deportivo UE Figueres | 9' 62' Revert | Estadi Municipal la Bòbila · 150 espectadors · Jordi Molina Fernández · Kevin Pérez Asensio · Carlos López Buendía · |  |

| 12 abril 2015    | UE Castelldefels | 1 – 0                       | UE Figueres | Castelldefels                                                                                           |  |
| 12:00 Jornada 32 | 16' Cervantes    | Mundo Deportivo UE Figueres |             | Municipal Els Canyars · 350 espectadors · Cristian López Carballo · Karim Mansouri · Sergi Jacas Puig · |  |

| 16 abril 2015    | UE Figueres    | 1 – 0                       | CD Masnou | Figueres |  |
| 20:30 Jornada 33 | Serramitja 51' | Mundo Deportivo UE Figueres |           | Municipal de Vilatenim · 300 espectadors · Carlos Albelda Bárcena · Alberto Madrigal López · Alejandro Álvarez Molina · |  |

| 19 abril 2015    | CE Sabadell FC B | 1 – 1                       | UE Figueres | Castellar del Vallès |  |
| 18:00 Jornada 34 | Jiménez 60' (p.) | Mundo Deportivo UE Figueres | 23' Revert  | Camp Municipal Pepín Valls · 200 espectadors · Bruno Montoro Ferreira · Carlos Eduardo Sidoine Farfan · Ainara Andrea Acevedo Dudley · |  |

| 26 abril 2015    | UE Figueres            | 2 – 4                       | FC Vilafranca                                              | Figueres |  |
| 16.30 Jornada 35 | Vidal 77' · Brugué 78' | Mundo Deportivo UE Figueres | 65' (p.p.) Pèlach · 84' Muntané · 89' Oribe · 92' Triguero | Municipal de Vilatenim · 300 espectadors · Raúl Calle Martínez · Víctor Orgaz Serrán · Jesús Martínez Navarro · |  |

| 3 maig 2015      | Palamós CF    | 1 – 1                       | UE Figueres | Palamós |  |
| 17:00 Jornada 36 | Serramitja 8' | Mundo Deportivo UE Figueres | 80' Cano    | Nou Estadi de Palamós · 500 espectadors · Juan Manuel Martín Varas · Sergio Manjón Villazala · César García Peñacoba · |  |

| 10 maig 2015     | UE Figueres    | 1 – 0                       | AE Prat | Figueres |  |
| 12:00 Jornada 37 | Serramitja 55' | Mundo Deportivo UE Figueres |         | Municipal de Vilatenim · 500 espectadors · Jordi Molina Fernández · Salvador Tomás López · Xavier Polo Contel · |  |

| 17 maig 2015     | CF Pobla de Mafumet | 1 – 2                       | UE Figueres                  | La Pobla de Mafumet |  |
| 12:00 Jornada 38 | Fernández 40'       | Mundo Deportivo UE Figueres | 48' Revert · 80' Bonaventura | Estadi Municipal de La Pobla de Mafumet · 600 espectadors · Edwar M. Gonzales Moreno · Carlos Edu Sidoine Farfan · David Barón Ajenjo · |  |

| Promoció d'ascens a Segona B |

| 23 maig 2015          | UE Figueres                  | 2 – 1                       | CD Numancia B | Figueres |  |
| 20.30 1a ronda. Anada | Serramitja 54' · Barrera 84' | Mundo Deportivo UE Figueres | 69' Valcarce  | Municipal de Vilatenim · 1.900 espectadors · Marta Frías Acedo · David Serrano Rodríguez · Aquilino Fernández Martínez · |  |

| 30 maig 2015            | CD Numancia B | 1 – 0                       | UE Figueres | Sòria |  |
| 18:00 1a ronda. Tornada | Ciria 18'     | Mundo Deportivo UE Figueres |             | Ciudad del Fútbol Francisco Rubio Garcés · 800 espectadors · Iñaki Sáez de Adana Oribe · David Pérez de Colosia Alonso · Zigur Arakana Ogueta · |  |

## Classificació
| Pos. | Equip                    | J  | G  | E  | P  | GF | GC | DG  | pts. |
| --- | ------------------------ | -- | -- | -- | -- | -- | -- | --- | ---- |
| 1r | FC Ascó                  | 38 | 21 | 9  | 8  | 61 | 34 | +27 | 72   |
| 2n | CF La Pobla de Mafumet   | 38 | 20 | 9  | 9  | 54 | 30 | +18 | 69   |
| 3r | CE Europa                | 38 | 19 | 11 | 8  | 53 | 32 | +21 | 68   |
| 4t | UE Figueres              | 38 | 17 | 8  | 13 | 46 | 44 | +2  | 59   |
| 5è | FC Vilafranca            | 38 | 17 | 8  | 13 | 57 | 56 | +1  | 59   |
| 6è | AE Prat                  | 38 | 15 | 14 | 9  | 49 | 34 | +15 | 59   |
| 7è | Terrassa FC              | 38 | 16 | 11 | 11 | 56 | 42 | +14 | 59   |
| 8è | UE Rubí                  | 38 | 14 | 12 | 12 | 47 | 40 | +7  | 54   |
| 9è | CD Masnou                | 38 | 13 | 12 | 13 | 40 | 48 | -8  | 51   |
| 10è | Cerdanyola del Vallès FC | 38 | 12 | 13 | 13 | 44 | 49 | -5  | 49   |
| 11è | Palamós CF               | 38 | 13 | 10 | 15 | 52 | 53 | -1  | 49   |
| 12è | CF Peralada              | 38 | 13 | 10 | 15 | 41 | 50 | -9  | 49   |
| 13è | CF Muntanyesa            | 38 | 13 | 9  | 16 | 41 | 40 | +1  | 48   |
| 14è | CF Gavà                  | 38 | 15 | 3  | 20 | 42 | 54 | -12 | 48   |
| 15è | CE Sabadell FC B         | 38 | 11 | 14 | 13 | 46 | 49 | -3  | 47   |
| 16è | Santfeliuenc FC          | 38 | 12 | 11 | 15 | 41 | 48 | -5  | 47   |
| 17è | AEC Manlleu              | 38 | 11 | 12 | 15 | 51 | 54 | -3  | 45   |
| 18è | UE Castelldefels         | 38 | 10 | 11 | 17 | 39 | 47 | -8  | 41   |
| 19è | FC Martinenc             | 38 | 9  | 10 | 19 | 49 | 70 | -21 | 37   |
| 20è | UE Vilassar de Mar       | 38 | 7  | 7  | 24 | 28 | 63 | -35 | 28   |
| En groc, els equips que disputaren la fase de promoció a Segona B, i en vermell, els que descendiren a Primera catalana. |                          |    |    |    |    |    |    |     |      |

## Estadístiques individuals
| Jugador                      | P. | T. | S. | M.   | G. | A. | TG | TV |
| ---------------------------- | -- | -- | -- | ---- | -- | -- | -- | -- |
| Pedro del Campo González     | 38 | 38 | 0  | 3365 | 4  | 8  | 4  | 0  |
| Roger Vidal Corominas        | 35 | 34 | 1  | 3055 | 3  | 0  | 13 | 0  |
| Ramon Masó Vallmajó          | 35 | 33 | 2  | 2920 | 0  | 2  | 10 | 1  |
| Narcís Pèlach Nadal          | 33 | 32 | 1  | 2890 | 2  | 1  | 9  | 0  |
| Ricard Mercader Frigola      | 35 | 34 | 1  | 2758 | 2  | 2  | 10 | 0  |
| Antoni Cunill Pérez          | 31 | 30 | 1  | 2716 | 2  | 0  | 7  | 0  |
| Javier Revert Peris          | 32 | 29 | 3  | 2527 | 16 | 0  | 2  | 0  |
| Joaquim Rodríguez Vicens     | 33 | 26 | 7  | 2394 | 2  | 2  | 5  | 1  |
| Ferran Grau Suñé             | 29 | 27 | 2  | 2223 | 0  | 0  | 10 | 0  |
| Marc Serramitja Taberner     | 30 | 23 | 7  | 2005 | 8  | 2  | 3  | 0  |
| Albert Reig Ricart           | 20 | 20 | 0  | 1800 | 0  | 0  | 1  | 1  |
| Joan Ureña Bartrina          | 17 | 17 | 0  | 1530 | 0  | 0  | 1  | 0  |
| Mahamadou Jabbie Bagaba      | 25 | 16 | 9  | 1466 | 2  | 0  | 4  | 0  |
| Narcís Barrera Vilert        | 24 | 13 | 11 | 1276 | 0  | 2  | 4  | 0  |
| Sergio Murga Morejón         | 13 | 13 | 0  | 1057 | 0  | 0  | 4  | 1  |
| Eric Vilanova Gifra          | 16 | 12 | 4  | 1014 | 0  | 2  | 2  | 0  |
| Guillem Pérez Serra          | 26 | 7  | 19 | 808  | 0  | 0  | 6  | 0  |
| Pol Valentín Sancho          | 12 | 5  | 7  | 465  | 0  | 1  | 2  | 0  |
| Henry Edgar Gilham Gracia    | 19 | 3  | 16 | 385  | 1  | 0  | 2  | 0  |
| David Busquets Sala          | 4  | 4  | 0  | 316  | 0  | 0  | 1  | 1  |
| Albert Moñino Turró          | 4  | 1  | 3  | 159  | 0  | 0  | 1  | 1  |
| Joan Pujol Farrés            | 2  | 1  | 1  | 136  | 0  | 0  | 1  | 0  |
| Marc Bonaventura Vallmajor   | 5  | 0  | 5  | 96   | 1  | 0  | 2  | 0  |
| Roger Brugué Ayguade         | 3  | 0  | 3  | 70   | 0  | 0  | 2  | 0  |
| David Costa Rodríguez        | 3  | 0  | 3  | 36   | 0  | 0  | 0  | 0  |
| Alejandro Herrera Balastegui | 1  | 0  | 1  | 22   | 0  | 0  | 0  | 0  |
| Gerard Fageda Soler          | 1  | 0  | 1  | 4    | 0  | 0  | 0  | 0  |